# Conus lizardensis
Espèce
Statut de conservation UICN

 LC  : Préoccupation mineure
Conus lizardensis est une espèce de mollusques gastéropodes marins de la famille des Conidae.
Comme toutes les espèces du genre Conus, ces escargots sont prédateurs et venimeux. Ils sont capables de « piquer » les humains et doivent donc être manipulés avec précaution, voire pas du tout.

## Description
Conus lizardensis fait partie d'un complexe d'espèces comprenant C. albellus, C. limpusi et C. colmani, qui nécessite une réévaluation. Pour des raisons de conservation, toutes ces espèces sont ici provisoirement répertoriées comme distinctes. La taille de la coquille varie entre 25 mm et 55 mm. Elle présente un double caractère de crêtes spiralées et de fortes lignes d'incrémentation en relief. Le sommet des volutions présente une fine sculpture. 

## Distribution
Cette espèce marine est présente au large de l'Indonésie, de la Nouvelle-Guinée et de l'Australie (Territoire du Nord, Queensland, Australie-Occidentale).

### Niveau de risque d’extinction de l’espèce
Selon l'analyse de l'UICN réalisée en 2011 pour la définition du niveau de risque d'extinction, cette espèce se trouve en Australie, du sud du Queensland au nord de l'Australie-Occidentale, y compris la baie de Keppel, la mer d'Arafura et la mer de Timor au nord des îles Aru en Indonésie. On la trouve jusqu'à 227 m. Dans le Queensland, cette espèce est peu commune, et dans le reste de son aire de répartition, elle est considérée comme plus rare. Aucune menace majeure n'est connue pour cette espèce et elle est considérée comme étant de préoccupation mineure.

## Taxinomie

### Publication originale
L'espèce Conus lizardensis a été décrite pour la première fois en 1865 par le conchyliologiste français Hippolyte Crosse dans « Journal de Conchyliologie »,.

### Synonymes
- Conus (Eremiconus) lizardensis Crosse, 1865 · appellation alternative
- Eremiconus lizardensis (Crosse, 1865) · non accepté
- Phasmoconus lizardensis (Crosse, 1865) · non accepté